# Museo dinamico del laterizio e delle terrecotte
Il museo dinamico del laterizio e delle terrecotte è un museo di Marsciano, dedicato alla produzione plurisecolare e tradizionale del laterizio e delle terrecotte.
La sede si trova nel trecentesco Palazzo Pietromarchi.  Aperto al pubblico nel 2002, raggiunge la sua completa funzionalità nel marzo 2004 con l'attivazione del polo museale che si presenta come un percorso espositivo con antenne in tutta l'Umbria; oltre il Palazzo Pietromarchi sono visitabili gli antichi fornai di Compignano e di San Fortunato, l'antenna museale di Spina e il centro di documentazione multimediale del cotto a Castel Viscardo.

## Patrimonio museale
Il Museo è suddiviso in diverse sale: corredo tombale etrusco  (fine del IV secolo a.C.) e terrecotte etrusco-romane, terrecotte architettoniche, laterizi (realizzati in maniera artigianale e industriale), terrecotte invetriate e orci di epoca moderna.